# セント・ジョンズ (フリゲート)
セント・ジョンズ（HMCS St. John's FFH 340）は、カナダ海軍のフリゲート。カナダ哨戒フリゲート計画により建造されたハリファックス級フリゲートの11番艦で、1996年に就役した。

## 概要
カナダ海軍の大西洋海上軍（MARLANT）に配備されており、ハリファックス基地を母港とする。
艦名はニューファンドランド・ラブラドール州セントジョンズに由来する。歴代のカナダ海軍の艦艇で同名の艦はなく、初の命名となった。

## 艦歴
ニューブランズウィック州セントジョンのセントジョン造船所で1994年8月24日に起工され、1995年8月26日に進水、その後、1996年6月14日に就役した。
1997年、北大西洋条約機構（NATO）の大西洋常設海軍部隊（STANAVFORLANT）に参加した。
1998年、NATOの地中海常設海軍部隊に参加、アドリア海へ展開した。
2000年、多国間演習UNITASに参加した。
2002年、アポロ作戦に参加、オマーン湾に展開した。
2010年7月、ハリファックスで開催された国際観艦式に参加、カナダ海軍100周年およびカナダの日を記念してエリザベス2世の観閲を受けた
。
2011年8月、北極海における多国間演習であるナヌーク作戦に6週間にわたって参加した。作戦中、本艦はカナダ北部を訪問し、キングストン級哨戒艇のサマーサイド（HMCS Summerside, MM 706）、モンクトン（HMCS Moncton, MM 707）ほか、アメリカやデンマークの艦艇と捜索救助・災害対応の訓練を行った。
2011年10月3日から11月14日まで、アメリカが主導するカリブ海および東太平洋における対麻薬作戦であるカリブ作戦に参加した。アメリカ沿岸警備隊のジュニパー級設標船サイプレス (設標船)から展開したFBI研究所のテクニカルダイビングチームを支援、自沈自航式半潜水艇（SPSS）からの違法薬物の回収に貢献した。半潜水艇からは、北米の末端価格で1億8000万ドルに相当する約6.7トンのコカインが回収された。展開中、アメリカ沿岸警備隊はフロリダ州キーウェストの南の海上で省庁間共同タスクフォースの協力により38名を逮捕、10.9トンのコカインおよび1.1トンのマリファナ、2億2300万ドル相当を押収した。
2012年、ナヌーク作戦およびカリブ作戦に再び参加した。
2013年7月、カナダ軍のテロ対策作戦であるアルテミス作戦のため第150合同任務部隊に加わり、アラビア海へ長期展開していた、同型艦のトロントとの間で、カナダ海軍としては1991年以降初めてとなるクルー交代が実施された。乗組員はカナダ空軍の戦略輸送機の支援を受けて、クウェートまで輸送された。
2013年6月から2015年3月にかけて、HCM/FELEX（Halifax Class modernisation programme / frigate life extension）計画に基づいた中間寿命改修および近代化を行った。